# La Serreta (Monistrol de Calders)
La Serreta és una petita serra del terme municipal de Monistrol de Calders, de la comarca del Moianès.
Està situada al nord del lloc on neix el Calders, damunt mateix dels Horts dels Pins, a prop i al nord-oest del poble de Monistrol de Calders, a migdia de la Quintana de la Païssa i de la mateixa masia de la Païssa.